# So Happy I Could Die
"So Happy I Could Die" é uma canção gravada pela artista musical estadunidense Lady Gaga e contida em seu terceiro extended play (EP), intitulado The Fame Monster (2009). Foi composta e produzida pela própria, juntamente com RedOne e Space Cowboy. Inspirada pelo "Medo do Monstro do Álcool" da cantora, em termos líricos, a faixa trata sobre um "lugar feliz" onde as pessoas vão quando estão "sob influência" do álcool. Além da ideia predominante de alcoolismo, a obra também explora vários temas sexuais em suas letras.
Musicalmente, é uma gravação europop que incorpora elementos do synthpop. "So Happy I Could Die" recebeu revisões geralmente mistas da mídia especializada. Apesar de não ter sido classificada como single, a composição conseguiu entrar nas tabelas da Hungria, da Suécia e do Reino Unido, devido às vendas digitais fortes após o lançamento do disco. A faixa foi incluída no repertório de turnê mundial The Monster Ball (2009-11), apresentada com a cantora usando um vestido que movimentava-se por conta própria, denominado como "Living Dress".

## Antecedentes e divulgação

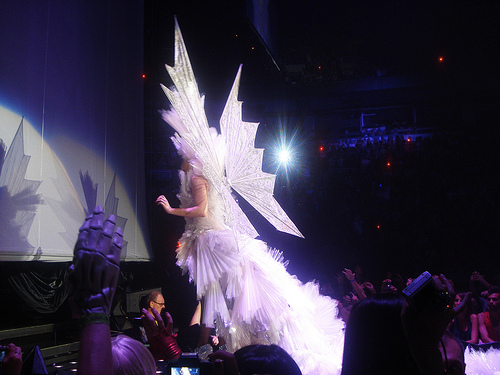
Gaga apresentando "So Happy I Could Die" na The Monster Ball Tour em 2010.

Gaga colaborou com RedOne e Space Cowboy no processo de escrita e produção de "So Happy I Could Die". Uma consumidora ocasional de bebidas alcoólicas, a música representa o medo da cantora do "Monstro do Álcool", evidenciado em alguns versos, tais como os que compõem o refrão: "Alegre no clube com uma garrafa de vinho tinto / Estrelas nos nossos olhos e estamos nos divertindo." Em entrevista ao canal MTV, a artista afirmou que a obra fala sobre os efeitos eufóricos do álcool, o chamado "lugar feliz", e o seu medo que é dividido entre duas músicas:
| “ | Meu medo do álcool. Meu medo das drogas... medo do vício. [...] Mas o álcool é engraçado, porque ele te leva a este lugar muito feliz e acaba com todos o seus problemas e em apenas um minuto você está tão feliz, e então, de repente, [seu] estômago começa a doer... E essa é a minha relação com o consumo e abuso. | ” |

"So Happy I Could Die" foi incluída no repertório da The Monster Ball Tour (2009-11). Durante a primeira versão da turnê, Gaga interpretava a canção juntamente com "Teeth", vestindo um espartilho de couro preto. Depois de dar início a fase reformulada da digressão, a artista cantava a faixa usando um vestido branco que movimentava-se por conta própria, chamado de "Living Dress".

## Composição
"So Happy I Could Die" é uma faixa synthpop que contém elementos europop. Também é usado o processador de áudio Auto-Tune, dando-lhe um efeito de eco. A estrutura melódica da obra durante o refrão é reminiscente à de "Pocketful of Sunshine" de Natasha Bedingfield. Paul Lester, da BBC, sugeriu que o número reflete os temas LGBT comumente usados por Gaga em seus trabalhos, enquanto Sal Cinquemani, da Slant Magazine, afirmou que a canção explora a "instrutiva" execução da artista em rejeitar "qualquer intimidade com estranhos". Cinquemani comentou também que "'So Happy I Could Die' é uma canção romântica, mas o seu interesse amoroso passa por ela se observar a si mesma, bebendo consigo mesma, dançando consigo mesma, tocando em si mesma." De acordo com a partitura publicada pela Sony/ATV Music Publishing, a música é composta na nota de lá menor e no compasso de tempo comum infundida no metrônomo de 100 batidas por minuto. O alcance vocal da cantora abrange variadamente entre as notas de lá3 à de lá4, à medida que a composição possui uma sequência básica de fá maior, sol maior, mi menor e lá menor como sua progressão harmônica.

## Crítica profissional
"So Happy I Could Die" recebeu revisões mistas por parte da mídia especializada. Bill Lamb, do About.com, relatou que a obra possui uma "bonita atmosfera melancólica" a nível musical, classificando também como uma das faixas destaque de The Fame Monster. Por outro lado, o redator Ben Norman da seção de dance music do mesmo portal, sentiu que era apenas uma faixa razoável de Gaga. Descrevendo-a como uma canção "pop doce", Simon Price, do jornal The Independent, escreveu que "há sempre uma sugestão de algo interessante acontecendo por trás daqueles olhos incrustados de glitter". Ben Patashnik, da revista NME, congratulou a natureza sugestiva da composição: "Com seu ritmo arrefecido, 'So Happy I Could Die' perfeitamente evoca a sensação de estar sozinha em uma sala lotada. Como a única maneira de manter o controle, Gaga refugia-se na masturbação." A publicação Rolling Stone listou as quarenta e duas melhores músicas da cantora, classificando esta na 27ª posição, concluindo: "Gaga alegra-se com os prazeres de ir a vários clubes, de beber e da bi-curiosidade." Nick Hyman, da Under the Radar, considerou que o tema era "sem graça", enquanto Evan Sawdey, do PopMatters, sentiu que a execução vocal da artista era a inferior comparada a de outras canções: "É um pouco decepcionante, também, porque para alguém que é tão penosamente deliberada na elaboração de sua imagem visual única, é desapontador ver que parte do controle de qualidade não pode ser aplicada na seleção de músicas que definirá o seu legado."

## Créditos
Lista-se abaixo os profissionais envolvidos na elaboração de "So Happy I Could Die", de acordo com o encarte do extended play (EP) The Fame Monster:
| - Lady Gaga: vocal principal, vocais de apoio, composição, produção, instrumentos, programação e arranjamentos - RedOne: composição, produção, instrumentos, programação, arranjamentos, edição vocal, gravação, engenharia e vocais de apoio | - Space Cowboy: composição, produção, instrumentos e programação - Johnny Severin: edição vocal, engenharia - Dave Russell: engenharia - Robert Orton: mixagem |

## Desempenho nas tabelas musicais
Após o lançamento do disco, a faixa estreou na 10ª colocação da tabela musical húngara Magyar Hanglemezkiadók Szövetsége. Também constatou no 84º lugar na UK Singles Chart na publicação de 5 de dezembro de 2009. Na Suécia, "So Happy I Could Die" veio a debutar no 53º posto na semana de 2 abril de 2010.
| Tabela musical (2009-10)                    | Melhor posição |
| ------------------------------------------- | -------------- |
| Hungria - Magyar Hanglemezkiadók Szövetsége | 10             |
| Reino Unido - UK Singles Chart              | 84             |
| Suécia - Sverigetopplistan                  | 53             |